# Sherman Antitrust Act

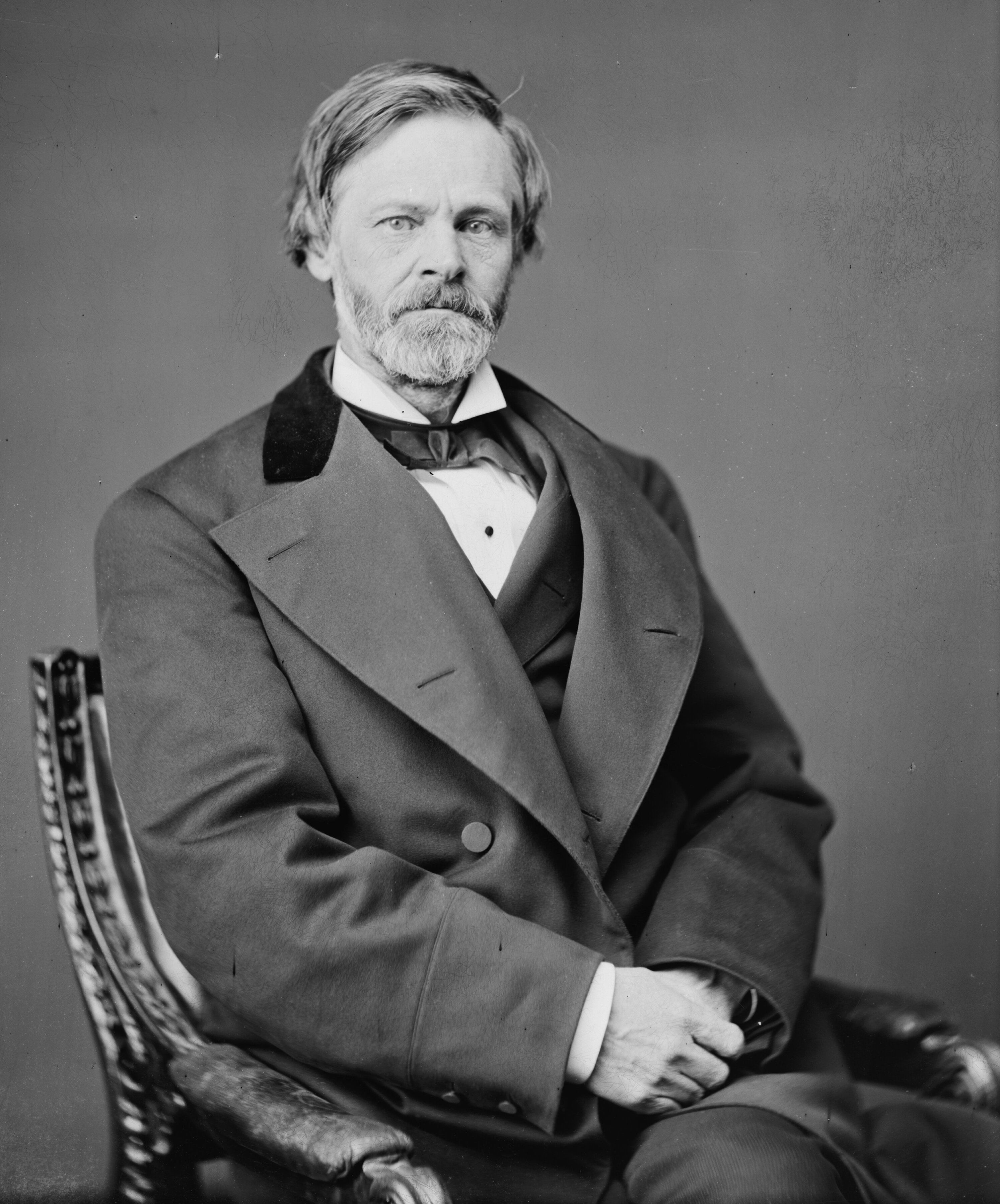
John Sherman

Sherman Antitrust Act är en federal lag i USA som reglerar konkurrensen mellan företag. Lagen antogs av USA:s kongress den 8 april 1890, och blev den första amerikanska federala lagen som begränsade monopolen.
Lagen undertecknades av senator John Sherman från Ohio, och godkändes av president Benjamin Harrison.
Lagen försvårade läget för fackföreningarna, då många av deras aktiviteter förbjöds. Detta gällde fram till Clayton Act.

### Fotnoter
1. ↑  Loewe v. Lawlor, 208 U.S. 274 (1908)